# 石ちゃんのダジャレ紀行
石ちゃんのダジャレ紀行（いしちゃんのダジャレきこう）は、テレビ朝日系列にて不定期に放送されていた番組である。おもに日曜ワイド（日曜日15:30～17:25）の枠で放送されていたが、サンデープレゼント（日曜14:00～15:25）枠で再放送されることもあった。ジャンルはグルメレポート＆バラエティ＆旅番組で、海外でのロケが主となっているが、2007年からは日本国内でのロケが中心となっている。石塚英彦達のコスプレが見所。番組では石塚が佐藤仁美との待ち合わせに遅れ、怒った佐藤が石塚の頭部を噛むのが恒例となっている。

## 出演者
- 石塚英彦（ホンジャマカ）
- 佐藤仁美

## 放送履歴
- 第1弾 食うぞ！唄うぞ！絶景だ！石ちゃんのスイスダジャレ紀行（2003年2月16日）
- 第2弾 食うぞ！踊るぞ！メルヘンだ！石ちゃんの北欧ダジャレ紀行（2003年9月21日）※デンマークでのロケ。
- 第3弾 石塚英彦＆佐藤仁美・爆笑第３弾!!食うぞ踊るぞ大自然!!（2005年2月13日）※ニュージーランドでのロケ。
- 第4弾 石塚英彦＆佐藤仁美の食うぞ笑うぞ広大だ！ナイアガラ！ダジャレ旅（2005年12月18日）※カナダでのロケ。
- 特別篇 石ちゃんのダジャレ紀行 特別篇（2006年6月18日）※サッカーワールドカップ必勝祈願。
- 第5弾 石ちゃんのタスマニア・ダジャレ紀行（2007年2月4日）
- 第6弾 石ちゃんのダジャレ紀行～世界水泳・勝手に応援スペシャル！（2007年3月18日）※世界水泳選手権応援企画。北海道と沖縄でのロケ。
- 第7弾 石ちゃんのダジャレ紀行 全英オープンゴルフ応援SP（2008年7月20日）※全英オープンゴルフ応援企画。宮崎県でのロケ。

## スタッフ
- 構成：江戸川ダビ夫
- CAM：吉田剛、安達良
- VE：善方光一
- 編集：佐々木智司
- MA：中尾和博
- 音効：鈴木信行
- 技術協力：池田屋、neo、麻布プラザ
- TK：長谷川菜花
- リサーチ：大橋塁
- CG：青木俊樹
- 美術：安藤典和（フジアール）
- ヘアメイク：青木聡、山本知佳
- スタイリスト：西脇智代、山本慎一
- 宣伝：宮崎旬子（テレビ朝日）
- AP：大河千夏
- ディレクター：中根拓也、辻章太郎
- 演出：本田賢司
- プロデューサー：白井伸之（テレビ朝日）
- 制作：テレビ朝日、ランブル・ビー